# 300 Patients
300 Patients is de tiende aflevering van het veertiende seizoen van de televisieserie ER, die voor het eerst werd uitgezonden op 6 december 2007.

## Verhaal
Het is een drukke nacht geweest op de SEH, zij hebben 142 patiënten behandeld en dat is een nieuw record. Dr. Morris denkt dat de SEH vandaag de 300 kan halen, en sluit een weddenschap met de rest af. Het lijkt er op dat hij dit op het nippertje gaat verliezen, maar door het expres verwonden van Martin wint hij alsnog. 
Dr. Pratt, dr. Morris en Taggart behandelen Melissa Tanner, een eenenzestig-jarige vrouw, die binnengebracht is met gezondheidsklachten. Met haar komt ook haar zoon Lowell die het syndroom van Down heeft en al in een pleeghuis woont sinds hij geboren werd. Zonder dat haar man dit wist zocht zij Lowell elke week op in het pleeghuis. Nu de vrouw stervende is moet Melissa wel bekennen tegen haar man over de bezoekjes aan Lowell. Het nieuws komt hard aan bij de man, maar hij besluit dan toch om de zorg voor Lowell over te nemen zodat zijn vrouw met een gerust hart kan sterven.
Dupree houdt een ceremonie voor het personeel over hun patiënten die zij in de afgelopen jaren hebben behandeld en indruk hebben gemaakt. 
Dr. Kovac en dr. Lockhart maken zich op om naar Kroatië te gaan voor de begrafenis van zijn vader. Vlak voor vertrek besluit dr. Lockhart dat zij eerst haar alcoholverslaving moet overwinnen, en besluit dan naar een afkickkliniek te gaan in plaats van naar de begrafenis. Dr. Kovac is teleurgesteld als hij dit nieuws hoort maar respecteert wel haar beslissing, en gaat dan alleen met hun zoon Joe naar Kroatië.

## Rolverdeling

### Hoofdrollen
- Goran Višnjić - Dr. Luka Kovac
- Maura Tierney - Dr. Abby Lockhart
- Mekhi Phifer - Dr. Gregory Pratt
- Parminder Nagra - Dr. Neela Rasgrota
- John Stamos - Dr. Tony Gates
- Scott Grimes - Dr. Archie Morris
- Leland Orser - Dr. Lucien Dubenko
- Gil McKinney - Dr. Paul Grady
- Linda Cardellini - verpleegster Samantha Taggart
- Laura Cerón - verpleegster Chuny Marquez
- Yvette Freeman - verpleegster Haleh Adams
- Lily Mariye - verpleegster Lily Jarvik
- Montae Russell - ambulancemedewerker Dwight Zadro
- Reiko Aylesworth - Julia Dupree
- Troy Evans - Frank Martin
- Steven Christopher Parker - Harold Zelinsky

### Gastrollen (selectie)
- Peter Fonda - Pierce Tanner
- Nicholas Weiland - Lowell Tanner
- Elizabeth Graham - Melissa Tanner
- April Parker-Jones - Joyce
- Arnell Powell - Del
- Desean Terry - Rodney
- Tom Astor - Leahy
- Dee Dee Davis - Evie
- Zoran Radanovich - Niko